# Julia Nava de Ruisánchez
Julia Nava Ortega, conocida como Julia Nava de Ruisánchez (Galeana, Nuevo León, 2 de febrero de 1883-Ciudad de México, 2 de mayo de 1964) fue una escritora, pedagoga y activista mexicana. Distinguida como veterana y legionaria de la Revolución por la Secretaría de la Defensa Nacional de México. Reconocida por su trayectoria magisterial y labor periodística. Pionera del feminismo en México.

## Biografía
Hija de Jesús Nava y de Rosario Ortega. Se graduó como maestra en la Escuela Normal de Nuevo León y realizó estudios becada en Estados Unidos y Europa. Para 1900 se convirtió en directora de la Escuela Primaria Superior de Tula, Tamaulipas.

### Participación en la Revolución Mexicana
En 1909 al ser señalada como simpatizante del movimiento revolucionario se refugió en la Ciudad de México. Tuvo un papel activo en la Revolución Mexicana, aunque trabajaba como maestra, realizó actividades de propaganda antirreeleccionista en contra del régimen de Porfirio Díaz. Organizaba cenas de gala junto con Dolores Jiménez y Muro para despistar a los enemigos y aprovechar las reuniones para hacer planes que apoyaran a la revolución. Se unió a otras mujeres que lucharon en contra de Porfirio Díaz, quienes participaron activamente en las protestas en contra de la detención de Madero y el fraude electoral de 1910, y alentó a los trabajadores para que se aliaran al Partido Nacional Antirreeleccionista (PNA) convocando al pueblo a levantarse en armas.
En 1913, tras la muerte de Francisco I. Madero redactó un manifiesto junto a María Arias Bernal contra Victoriano Huerta; debido al miedo que prevalecía en esa época se encontraron con dificultades para imprimirlo; cuando finalmente encontraron una imprenta en Tacubaya, fueron denunciadas y acusadas de sedición. Julia escapó rumbo a Morelos y se unió a los zapatistas en donde se le asignó la responsabilidad de la comunicación con las fuerzas que operaban en Teziutlán, Puebla. De igual manera, trabajó para los Constitucionalistas, recaudó fondos para el ejército revolucionario y se desempeñó como secretaria de Regeneración y Concordia, sociedad cuyos objetivos duales eran promover el orgullo por la identidad indígena y ganar adeptos para el movimiento revolucionario. En 1916, trabajó con Celsa Ruíz y otros maestros distribuyendo versiones impresas del Plan de Ayala, así como también colaborando con el movimiento de insurrección consiguiendo armas y municiones.

### Activismo
En 1904 ayudó a establecer La Sociedad protectora de la Mujer, organización reconocida por ser la sociedad feminista más antigua de México. En 1910 junto con Dolores Jiménez y Muro, fundó el club Hijas de Cuauhtémoc, el objetivo primordial de este club femenil responde al llamado del antirreeleccionismo para hacer campaña de oposición al gobierno de Díaz. Como parte de las actividades se encontraba la realización del trabajo proselitista en los sectores populares; escribir y distribución de volantes y propaganda subversiva. Capacitó a sus integrantes en primeros auxilios para estar preparadas ante el movimiento armado que se venía. Entre las principales integrantes del club se encontraban periodistas, escritoras y profesoras de clase media que aspiraban a participar políticamente, encontrando en esta causa una forma de manifestarse. Además de su lucha revolucionaria escribió y luchó por los derechos de las mujeres al igual que otras mujeres de su generación como Hermila Galindo, Elvia Carrillo y Atala Apodaca. Escribió en el periódico de oposición Diario del Hogar y en otras publicaciones en la Ciudad de México. No sólo publicó artículos sobre el tema sino que participó en diferentes congresos feministas que se realizaron en México.
En 1919 fundó el Consejo Feminista Mexicano, integrado por mujeres originarias de varios estados mexicanos que habían participado en la Revolución y que deseaban seguir en la lucha y trabajar por el bienestar social y de la mujer, abriendo canales de colaboración para mejorar la condición de las mexicanas en todas las áreas. Se exigía igualdad de oportunidades, mejores salarios para las mujeres, mejores condiciones de trabajo, el derecho a votar y ser votadas. Este Consejo tuvo dos revistas que funcionaron como medios de difusión de sus ideas, La mujer y La Vida, ambas dirigidas por Julia Nava. También formó parte de otras organizaciones feministas tanto a nivel nacional como internacional: El Ateneo Mexicano de la Mujer, el Club Internacional de Mujeres y la Unión Internacional de Madres. En esta última organización se desempeñó como presidenta.
Fue integrante de la sección mexicana de la Liga Panamericana de Mujeres fundada por Margarita Robles, para promover los derechos civiles de las mujeres y relacionarse con otras organizaciones feministas internacionales. En 1921 asistió como representante del Consejo Feminista Mexicano a la Conferencia Panamericana de Mujeres en Baltimore junto con Elena Torres, Eulalia Guzmán y Luz Vera. En 1924 se realizó en primer congreso en México de la Liga Panamericana de Mujeres, al cual asistieron más de cien representantes de todos los estados del país. Dentro de este congreso se acordó enviar al Congreso de la Unión una petición de igualdad de derechos políticos para  hombres y mujeres. De esta manera, a finales de la década de 1920, el sufragio femenino empezó a formar parte de la agenda política de los partidos políticos.
Julia Nava aseguraba que el feminismo debía ser una práctica que sirviera para el adelanto de las mujeres, como expresa en sus palabras:

cuando vemos cristalizadas en hechos las ideas que brotan de los mismos términos, comprendemos que es inútil el ataque, la burla y el desprecio y que es preciso inclinarnos ante la evidencia (...) el Feminismo de hecho existe en México como existe en todas partes del mundo; y, la prueba innegable es el conjunto de obreras, empleadas, profesoras, etcétera, que con el producto de su trabajo sostienen sus hogares.

### Trabajo social
Julia Nava dirigió la Escuela Nacional de Enseñanza Doméstica de la Universidad Nacional de México donde fundó las carreras de trabajadora social, ecónoma, investigadora del hogar, auxiliar de enfermería y nutrición. El proyecto había empezado desde 1926 pero el reconocimiento oficial se dio el 2 de febrero de 1933. En aquel año, la Secretaría de Educación Pública fundó un programa de estudio social, y Nava fue quien lo enseñó. La escuela se inspiró en su visita a Estados Unidos, donde estuvo en contacto con las escuelas para trabajadores sociales. Gracias al ímpetu de la escuela, la profesión fue reconocida en México y las mujeres empezaron a emplearse como trabajadoras sociales en 1936.

### Familia
Su nieto, Miguel Sabido, es escritor, poeta, productor y director de teatro y televisión y teórico de la comunicación.

## Reconocimientos
- Condecoración Emiliano Zapata, Alto mérito revolucionario.
- Medalla Altamirano por trayectoria magisterial.
- Paseo de la Mujer Mexicana, ubicado dentro del Parque Fundidora el cual reconoce a las mujeres que participaron activamente tanto en la Independencia como en la Revolución Mexicana.[10][4][14]

## Obras
Escribió varios textos dedicados a la educación infantil en México, además de haber sido autora de cuentos infantiles, escribió novelas, ensayos y obras de teatro. Es considerada la primera dramaturga mexicana.
- Mosaicos (1912)
- Teatro infantil (1923)
- Mis cuentos (1923)
- Átomos de vida (1923)
- Dramatizaciones de leyendas mexicanas y cuentos populares (1933)
- De México a Estados Unidos (1934)
- Enciclopedia del Hogar (1935)
- Teatro infantil (1935)
- Elementos de documentación y archivo (1936)
- Tablero de ajedrez (1936)
- Escenificación panorámica (1960)